# BorWin Alpha
BorWin alpha ist eine Offshore-Plattform, auf der eine Station zur Hochspannungs-Gleichstrom-Übertragung (HGÜ) installiert ist. Sie liegt nordwestlich der Insel Borkum in der deutschen Ausschließlichen Wirtschaftszone (AWZ) der Nordsee. 

Lage von BorWin Alpha innerhalb der Windparks in der Deutschen Bucht

Die Anlage dient der Umwandlung der im Offshore-Windpark BARD Offshore 1 erzeugten Elektroenergie in Gleichstrom mit einer Spannung von ±150 kV für die HGÜ BorWin1 zur verlustarmen Übertragung der gewonnenen Energie an Land bis zur Gegenstation in Diele. 

## Technik und Bau
Als Stromrichterventile kommen auf der Konverter-Station BorWin alpha nicht Thyristoren, sondern IGBT-Elemente zum Einsatz. Hierdurch ist auch ein Schwarzstart der Anlage möglich. Die HGÜ kann im Rahmen des Flexible-AC-Transmission-Systems auch unabhängig von der übertragenen Wirkleistung Blindleistung für das Netz bereitstellen. Die HGÜ-Station ist die erste auf einer Offshore-Plattform weltweit. 
Die Plattform BorWin alpha wurde auf einer Werft in Vlissingen in den Niederlanden gebaut. Die elektrische Ausrüstung stammt von Asea Brown Boveri (ABB) aus Schweden. Die Kabeltrassenlänge von BorWin 1 beträgt ca. 200 km, davon entfallen etwa 125 km auf die Seetrasse (Plattform BorWin alpha – Norderney – Hilgenriedersiel) und etwa 75 km auf die Landtrasse (Hilgenriedersiel – Diele). 
Die Plattform wurde mit dem Schwimmkran Thialf zum Aufstellungsort geschleppt und dort von Ende Mai bis Anfang Juni 2009 installiert. Die Gesamthöhe des Bauwerks beträgt 82 m, wovon 61 m auf die Tragkonstruktion, das sogenannte Jacket, entfallen. Sie hat eine Breite von 36 m und eine Länge von 50 m. Das Gewicht der gesamten Plattform beträgt 5000 Tonnen (t). Hiervon entfallen 1800 t auf das Jacket.

## Lage und Kennung der Plattform
Die Plattform befindet sich auf der Position 54° 21,25' N 006° 01,5' O im WGS-84-System. Sie hat einen gelben Farbanstrich mit der Beschriftung „BORWIN ALPHA“ an allen vier Seiten. Die Nachtkennzeichnung für die Schifffahrt besteht aus einer gelben Befeuerung an den Ecken des Topdecks mit der Kennung „Oc(3)Y.16s 5M“ (unterbrochenes gelbes Feuer mit einer Wiederkehr von 16 Sekunden und einer Tragweite von 5 Seemeilen). Außerdem ist die Plattform mit einem AIS-Gerät ausgerüstet. Von der Plattform ist ein Sicherheitsabstand von 500 Metern einzuhalten.

## Probleme
Am 23. März 2014 sind zwei Filter der Konverterstation durchgebrannt, worauf die Anlage zeitweilig außer Betrieb genommen wurde.
Nach verschiedenen Testfahrten im Jahr 2015 ist der Konverter im Oktober wieder in Normbetrieb übergegangen.